# Малышев, Илья Ильич
Илья Ильич Малышев (19 июля [1 августа] 1904 — 23 апреля 1973, Москва) — советский геолог и государственный деятель, руководитель Министерства геологии СССР (1946—1949).

## Биография
Родился в семье рабочего.
В 1930 году окончил Уральский горный институт по специальности горный инженер геолог-разведчик.
В 1930—1932 годах работал заместителем директора Уральского отделения Института прикладной минералогии в городе Свердловске.
В 1932—1935 годах аспирант[где?] в Академии наук СССР в Ленинграде[где?] и Москве[где?].
В 1935—1937 годах — старший научный сотрудник Ломоносовского института в АН СССР в Москве.
В 1937—1939 годах — заместитель начальника Главного геологического управления наркомата тяжелой промышленности СССР.
в 1939—1946 годах — председатель Комитета по делам геологии при СНК СССР.
Министр геологии СССР (1946—1949), снят с этой должности в связи с «Красноярским делом».
В 1949—1952 годах — начальник Северо-западного геологического управления министерства геологии СССР (Петрозаводск).
В 1952—1957 годах работал во Всесоюзном научно-исследовательском институте минерального сырья (ВИМС): старший научный сотрудник; руководитель сектора титана.
В 1957—1971 годах — председатель Государственной комиссии по запасам полезных ископаемых при Совете Министров СССР. Доктор геолого-минералогических наук (1958).
С августа 1971 г. персональный пенсионер союзного значения.
Скончался 23 апреля 1973 года в Москве. Похоронен в Москве на Новодевичьем кладбище.

## Членство в организациях
1932 — Член ВКП(б).

## Награды
- орден Ленина,
- орден Октябрьской Революции,
- орден Трудового Красного Знамени (трижды).

## Память
В 2006 году в честь него был назван новый минерал — Малышевит.